# Hans Orlowski
Hans Otto Orlowski (* 1. März 1894 in Insterburg, Ostpreußen; † 3. Mai 1967 in Berlin) war ein deutscher Maler und Holzschneider.

## Leben
Von 1911 bis 1915 studierte Orlowski bei Harold Bengen an der Kunstgewerbe- und Handwerkerschule in Charlottenburg mit dem Fachgebiet Linolschnitte. Nach der Kriegsteilnahme im Ersten Weltkrieg und Verwundung erfolgten erste Ausstellungsbeteiligungen. 1918 nahm er an der Berliner Secession teil. Von 1918 bis 1919 besuchte er die Staatliche Kunstschule Berlin und lernte dort bei Philipp Franck. Von 1922 bis 1945 war er an der Kunstgewerbeschule tätig. 1931 wurde er hier zum Professor ernannt.
Orlowski ist Schöpfer zahlreicher Holzschnitte und Illustrationsfolgen. 1924 unternahm er eine Reise nach Paris und wandte sich vom Expressionismus ab. Er vernichtete eigenhändig seine ersten Werke. 1934 erfolgte die erste Einzelausstellung in der Galerie Gurlitt in Berlin.
1937 wurden im Rahmen der deutschlandweiten konzertierten Aktion „Entartete Kunst“ sieben Werke Orlowskis, die nicht dem Kunstkanon der Nationalsozialisten entsprachen, auf der Deutschen Graphikschau, aus der Kunstsammlung der Universität Göttingen und aus dem Museum für Kunst und Heimatgeschichte Erfurt beschlagnahmt und zerstört. Orlowski konnte aber Mitglied der Reichskammer der bildenden Künste bleiben und auch weiter ausstellen.
1945 wurde Orlowski Leiter einer Klasse für Wand- und Glasmalerei an der Hochschule für Bildende Künste Berlin. 1945/1946 war er in Berlin auf der vom Kulturbund zur Demokratischen Erneuerung Deutschlands veranstalteten Ausstellung Bildender Künstler mit zwei Holzschnitten und 1947 auf der ersten Nachkriegsausstellung der renommierten Galerie Henning in Halle/Saale vertreten. Im selben Jahr hatte er eine Ausstellung in mehreren sächsischen Städten. 1953 hatte er Ausstellungen in München, Linz und Würzburg. 1957 war Orlowski in Ljubljana auf der II. Internationalen Grafik-Ausstellung und in Tokio auf der I. Exposition Biennale Internationale de Gravure vertreten.

1954 gründete er die „Jubiläumsstiftung 1848/1948 Bildende Kunst“. 1964 war seine letzte Ausstellung in Berlin.

## Auszeichnungen
- Berliner Kunstpreis (1954)
- Kulturpreis der Landsmannschaft Ostpreußen (1963)

## Bildnerische Darstellung Orlowskis
- Fritz Eschen: Hans Orlowski im Atelier (aus einer Porträtserie; Fotografie)[7]

## Als „entartet“ nachweislich beschlagnahmte und zerstörte Druckgrafiken Orlowskis
- Wanderer (1925, Holzschnitt, 25,8 × 18,8 cm; Deutsche Graphikschau Görlitz)[8]
- Gebirge (Deutsche Graphikschau Görlitz)
- Illustration zur 2. Guineser Elegie (Deutsche Graphikschau Görlitz)
- Schauspiel (Deutsche Graphikschau Görlitz)
- Sturmwind (Deutsche Graphikschau Görlitz)
- Mädchen mit Katze (1920, Holzschnitt, 25,4 × 19,8 cm; Blatt 69 der Zeitschrift „Die Schaffenden“, Jg. II, Mappe 3, 1920; Kunstsammlungen der Universität Göttingen und Museum für Kunst und Heimatgeschichte Erfurt)

## Weitere Werke (Auswahl)
- Zehn Holzschnitte (1946, als originalgrafisches Buch in der Offizin Eduard Stichnote Potsdam, 1946)[9]

## Sicher belegte Teilnahme an Ausstellungen in der Zeit des Nationalsozialismus
- 1935, 1937 und 1939: Königsberg, Kunsthalle am Wrangelturm („Ostpreußenkunst“)
- 1936: Leipzig, Museum der Bildenden Künste („Deutsche Graphikschau“)
- 1937: Berlin, Haus der Kunst („Graphik und Kleinplastik“)
- 1938: Den Haag (Holzschnitte, Zeichnungen und einige Gemälde)
- 1940: Hamburg („Deutsche Graphik“; Verkaufsausstellung)
- 1941: Den Haag, Ausstellungssaal 'Kunst van onze tijd' (ausschließlich Orlowski; gezeigt wurden graphische Arbeiten)
- 1942: Dessau, Anhaltinische Gemäldegalerie (mit Otto Niemeyer-Holstein, Otto Manigk, Arno König und Anny Schröder)